# Le Messager de la planète
Le Messager de la planète est une nouvelle affiliée au merveilleux scientifique de l'écrivain français José Moselli, publiée en 1924 dans l'Almanach scientifique 1925 édité par la revue  Sciences et Voyages.
Cette nouvelle narre la rencontre de deux explorateurs polaires avec un habitant de la planète Mercure échoué dans l'Antarctique.

## Intrigue
Deux savants danois, le géologue Ottar Wallens et l'astronome Olaf Densmold, partent explorer le pôle Sud. Au cours de leur périple, ils rencontrent un habitant de la planète Mercure échoué avec son vaisseau dans l'Antarctique. Les trois individus tentent alors avec grande difficulté d'établir une communication.

## Analyse de l'œuvre
José Moselli met en scène la rencontre pacifique entre des savants terriens et un extra-terrestre plus avancé technologiquement, et les tentatives de communication qui en découlent. La fin de la nouvelle est néanmoins doublement tragique. En effet, alors que les chiens de traîneau affamés se jettent sur l'extra-terrestre pour le tuer, les deux explorateurs sombrent dans la folie et finissent par s’entre-tuer. Ainsi, les merveilles technologiques apportées par le voyageur disparaissent définitivement lorsque son vaisseau spatial sombre dans les flots. Le récit se situe dans l'Antarctique. Le rôle du décor polaire est d'ailleurs déterminant dans l'intrigue, puisqu'il justifie non seulement l'isolement du Mercurien, mais également le comportement meurtrier des chiens puis des savants à la fin de la nouvelle.
José Moselli fait une description de voyageur originaire de Mercure : « Il ressemblait à un homme de petite stature, mais à un homme n'ayant vraiment que la peau et les os. […] À la place des yeux, de grosses lunettes garnies de lentilles à facettes. Nez et bouche étaient dissimulés sous un masque hérissé de poils hirsutes paraissant faits d'or rouge. ». Lors de la publication initiale de la nouvelle, deux illustrateurs — E.V. en couverture et A. Buguet pour les illustrations qui accompagnent le texte — ont représenté cet individu sous des traits différents malgré leur volonté de respecter la description faite par José Moselli.

## Éditions françaises
- Publications de Sciences et Voyages, 1924, dans la revue Almanach scientifique 1925.
- Éditions Rencontre, 1970, dans le recueil La Fin d'Illa.
- Petite Bibliothèque Ombres, 1997, dans le recueil Le Messager de la planète suivi de La Cité du gouffre.